# Szara piechota

Szara piechota (l'« infanterie grise ») est une chanson militaire polonaise faisant partie du répertoire des légions polonaises pendant la Première Guerre mondiale.

## Histoire

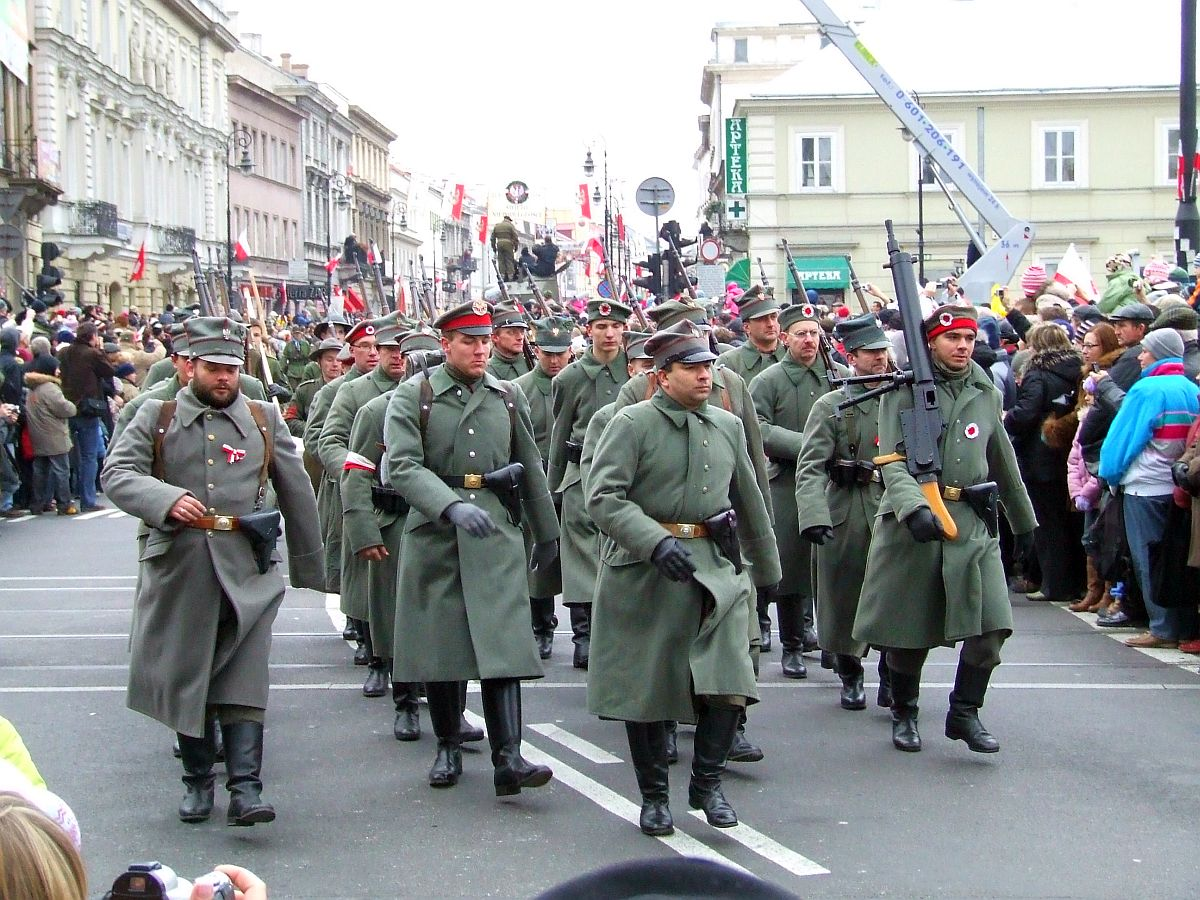
L'infanterie polonaise et ses uniformes gris (à gauche).

La chanson fut créée pendant la Première Guerre mondiale dans les rangs des Légions polonaises. Elle était très probablement basée sur la chanson Ułani, ułani de Bolesław Zahorski (pl). Le lieutenant-colonel Leon Łuskino (pl) est quant à lui considéré comme l'auteur de la chanson Szara piechota.
La mélodie utilisée dans la chanson est similaire à la chanson roumaine Treceți, batalioane române, Carpații (« Les bataillons roumains ont traversé les Carpates »), composés en 1916.

## Texte
| Nie noszą lampasów, lecz szary ich strój, Nie noszą ni srebra, ni złota, Lecz w pierwszym szeregu podąża na bój, Piechota, ta szara piechota. | Ils ne portent pas de rayures, mais leurs vêtements sont gris, Ils ne portent ni argent ni or, Mais il partent au combat au premier rang, L'infanterie, l'infanterie grise. |
| Maszerują strzelcy, maszerują, Karabiny błyszczą, szary strój, a przed nimi drzewce salutują, Bo za naszą Polskę idą w bój!                   | Les tireurs marchent, marchent, Les fusils sont brillants, leu tenue est grise, et devant eux les drapeaux les saluent, Parce qu'ils partent au combat pour notre Pologne ! |
| I idą, a w słońcu kołysze się stal, Dziewczęta zerkają zza płota, A oczy ich dumne utkwione są w dal, Piechota, ta szara piechota.            | Et ils s'en vont, et l'acier se balance au soleil, Les filles regardent derrière la clôture, Et leurs yeux fiers sont fixés au loin, L'infanterie, l'infanterie grise.      |
| Maszerują strzelcy, maszerują, Karabiny błyszczą, szary strój, a przed nimi drzewce salutują, Bo za naszą Polskę idą w bój!                   | Les tireurs marchent, marchent, Les fusils sont brillants, leu tenue est grise, et devant eux les drapeaux les saluent, Parce qu'ils partent au combat pour notre Pologne ! |
| Nie grają im surmy, nie huczy im róg, A śmierć im pod stopy się miota, Lecz w pierwszym szeregu podąża na bój, Piechota, ta szara piechota.   | Ni la trompette ni le cor ne jouent pour eux, Et la mort est jetée à leurs pieds, Mais il partent au combat au premier rang, L'infanterie, l'infanterie grise.              |
| Maszerują strzelcy, maszerują, Karabiny błyszczą, szary strój, a przed nimi drzewce salutują, Bo za naszą Polskę idą w bój!                   | Les tireurs marchent, marchent, Les fusils sont brillants, leu tenue est grise, et devant eux les drapeaux les saluent, Parce qu'ils partent au combat pour notre Pologne ! |

## Interprétations
Depuis 2009, l'arrangement hybride de la pièce est inscrit au répertoire du Concert de l'Indépendance (pl) et a été présenté lors d'éditions en Pologne, en Lituanie, en Lettonie, au Canada et en Australie, ainsi que sur la base de l'OTAN d'Ādaži (en Lettonie), où elle a été jouée pour des soldats de 9 nationalités. La chanson a été interprétée par l'ensemble Mała Armia Janosika (pl) lors du Concert pour l'Indépendance le 10 novembre 2018 au Stade National de Varsovie devant un public de 37 000 personnes.